# Plusaetis soberoni
Plusaetis soberoni är en loppart som först beskrevs av Barrera 1958.  Plusaetis soberoni ingår i släktet Plusaetis och familjen fågelloppor. Inga underarter finns listade i Catalogue of Life.